# Tityus carrilloi
Tityus carrilloi es una especie de escorpiones del género Tityus, de la familia de los butidos. Habita en regiones cálidas y templado-cálidas del sur de América del Sur, incluso en grandes ciudades. Es muy peligroso para los seres humanos.  

## Taxonomía
Descripción original
Esta especie fue descrita originalmente en el año 2021 por los zoólogos Andrés Alejandro Ojanguren-Affilastro, John Kochalka, David Guerrero-Orellana, Bolívar Rafael Garcete-Barrett, Adolfo Rafael de Roodt, Adolfo Borges y Fadia Sara Ceccarelli.
Localidad tipo
La localidad tipo referida es: “Paraje La Armonía, en las coordenadas: 29°09′14.28″S 56°51′50.14″O / -29.1539667, -56.8639278, provincia del Chaco, Argentina”.
Holotipo
El ejemplar holotipo designado es un macho adulto catalogado como: MACN-Ar 41596. Fue capturado el 11 de octubre de 2013 por L. Damer. Se encuentra depositado en la colección aracnológica del Museo Argentino de Ciencias Naturales Bernardino Rivadavia-CONICET (MACN), ubicado en la ciudad de Buenos Aires, capital de la Argentina.
Etimología
Etimológicamente, el término genérico Tityus es una latinización derivada de la palabra en griego antiguo “Tityos”, el nombre de un temible gigante mítico de la mitología griega.
El epíteto específico carrilloi es un epónimo que refiere al apellido de la persona a quien fue dedicada, el neurobiólogo y neurocirujano Ramón Carrillo, quien fuera el primer ministro de salud que tuvo la Argentina, como un homenaje por los avances producidos en salud pública durante su labor ministerial. En el año 1956, a la edad de 50 años, murió en la pobreza, mientras estaba exiliado en Brasil.

## Caracterización y relaciones filogenéticas

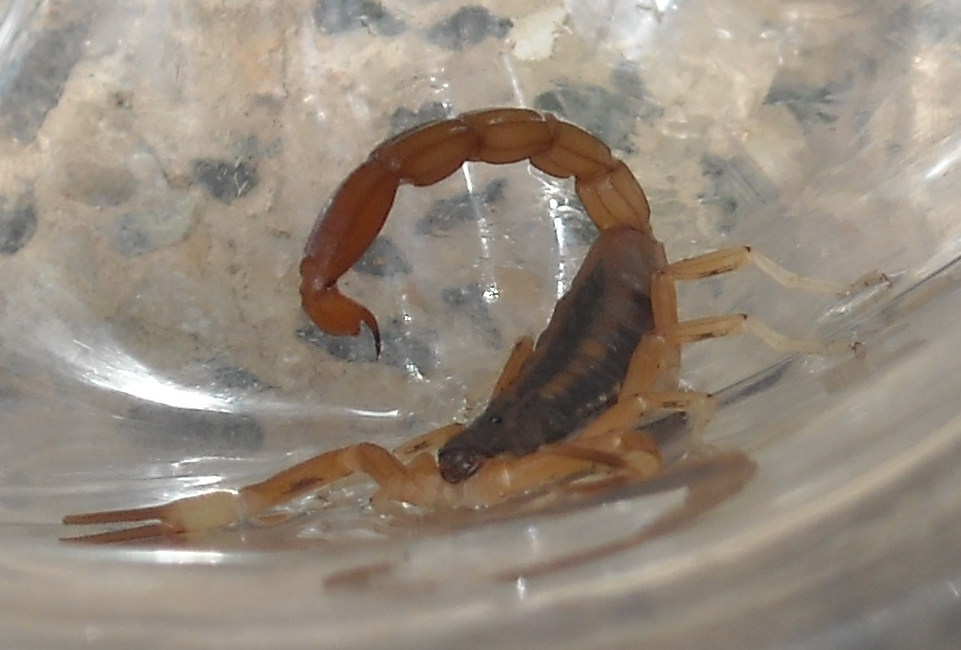
Tityus carrilloi en la ciudad de Rafaela, provincia de Santa Fe, Argentina.

Tradicionalmente las poblaciones de Tityus carrilloi eran incluidas en el muy parecido T. trivittatus ya que su patrón de pigmentación es similar: 3 manchas de pigmento en los tergitos I– VI formando 3 franjas dorsales oscuras, una medial y 2 laterales en forma de “C”, con un área interna no pigmentada. Sin embargo, pueden separarse fácilmente porque en T. carrilloi las áreas oscuras son más estrechas que las no pigmentadas; la mancha media es subtriangular, con un ápice en el margen anterior y un lado en el margen posterior, siendo toda la mancha uniforme y densamente pigmentada, mientras que en T. trivittatus la mancha media es casi cuadrada, con un área medial no pigmentada, que en algunos casos es tan grande que divide el cuadrado en 2 puntos separados. Las manchas laterales en T. carrilloi tienen menos desarrollada el área interna no pigmentada. La mayoría de sus especímenes tienen una mancha dorsal media en la rótula pedipalpo, así como una raya ventromediana en los segmentos metasomales; estos rasgos siempre están ausentes en T. trivittatus. Además, ambas presentan notables diferencias somáticas entre sí.
La especie hermana de Tityus carrilloi es T. confluens; ambas se separaron hace 2,4 Ma. Junto con T. trivittatus, integran el complejo Tityus trivittatus.

## Características
La longitud total media es de 56,25 mm (53,70–62,50) en los machos y 55,20 mm (49,90–65,00) en las hembras. El patrón cromático presenta un color de fondo amarillento, sobre el que se dispone un diseño marrón oscuro en quelíceros, quelas, patas, caparazón, tergitas y metasoma.

## Distribución y hábitat
Tityus carrilloi vive naturalmente en bosques nativos de tipo chaqueño, bajo troncos de árboles caídos o detrás de cortezas. Actualmente se distribuye en todas las provincias del norte y centro-norte de la Argentina, desde Misiones por el nordeste hasta el oriente de Jujuy por el noroeste, llegando por el sur hasta el noreste de Mendoza por el poniente y el borde costero sur del Río de la Plata y la ribera derecha del río Uruguay en el borde oriental de Corrientes y Entre Ríos por el naciente (sin pasar a la ribera izquierda —brasileña-uruguaya—). Sin embargo, la mayor parte de esta geonemia corresponde a áreas donde este escorpión ha sido accidentalmente introducido por los humanos. Sobre la base del análisis de la información histórica disponible, se asume que su distribución original es en la que se pueden encontrar poblaciones compuestas por machos y hembras viviendo en ambientes naturales. Se concluye que esta área primigenia correspondía al chaco húmedo argentino y la franja lindera occidental del chaco subhúmedo, siempre con límite septentrional en el río Bermejo.
Por medio del transporte de mercadería y especialmente de madera, ha sido transportado accidentalmente hasta las grandes ciudades argentinas, donde encontró un ambiente muy favorable en las cálidas condiciones de los edificios de vivienda y otras construcciones humanas, alimentándose especialmente de cucarachas. De este modo, desde mediados del siglo XX amplió su distribución un 300 %, conquistando ciudades ubicadas en áreas desérticas subandinas y por el sur la ciudad de Buenos Aires y el nordeste de la provincia homínima hasta la ciudad de La Plata, marcando el límite más austral del mundo de la distribución de un escorpión peligroso. Durante el invierno, estas poblaciones sureñas se mantienen en las estructuras urbanas bajo tierra (subterráneos, sótanos, alcantarillas, etc.), micrositios que conservan una temperatura más cálida. Solo durante los meses cálidos, ejemplares pueden ser vistos en superficie. Esta dependencia de hábitats artificiales de subsuelo durante la temporada fría impide que conquiste las cercanas áreas silvestres. Al habitar solo en lugares domésticos, son elevadas las posibilidades de accidentes con humanos. Estas poblaciones sinantrópicas están exclusivamente compuestas por hembras partenogénicas. Los machos de esta especie son notablemente escasos.
También de manera sinantrópica, ha sido capturado esporádicamente en Uruguay, aunque sólo en la ciudad de Colonia (con intensa comunicación portuaria con la ciudad de Buenos Aires, ubicada en la ribera opuesta del Plata), aún sin poder constatarse si se está expandiendo allí.
De manera nativa es un endemismo argentino. Las introducidas poblaciones de Formosa no han cruzado todavía el río Pilcomayo, por lo que aún no cuenta con registros en el Chaco paraguayo. En Paraguay tampoco ha invadido la región oriental de dicho país, donde habita Tityus trivittatus. Las distribuciones de ambas especies están separadas por las aguas de los ríos Paraná y Paraguay y, aunque viven en ambientes similares del chaco húmedo, la clara separación por grandes ríos —que actúan como barreras vicariantes— es congruente con un proceso de especiación alopátrica.

## Veneno
Esta especie de escorpión posee un potente veneno neurotóxico, el cual es peligroso para los humanos, en especial en casos de escorpionismo sobre niños menores a 10 años o ancianos. Puede causar bloqueo auriculoventricular, convulsiones, coma, shock, hiperglucemia, edema pulmonar, pancreatitis, etc. La persona afectada debe ser inyectada con antiveneno específico de buena capacidad neutralizante para que produzca una mayor reactividad inmunoquímica, el cual, sólo se produce en el Instituto Carlos Malbrán, en Argentina. Frente a casos de picaduras de esta especie, no tiene la misma reactividad ni capacidad neutralizante el producto producido en el paulista Instituto Butantan, ya que el mismo es preparado empleando otras especies de este género, si bien puede resultar útil por su neutralización paraespecífica. Curiosamente, la relativamente aislada gran población que habita la ciudad de Buenos Aires y alrededores, por causas desconocidas produce un veneno menos potente, razón por la cual no causa la mortandad que sí ocurre en accidentes con poblaciones de otras partes de la Argentina.

## Comportamiento y reproducción
Es una especie solitaria, que no construye túneles ni galerías. Durante el verano pasa las horas del día oculto en grietas u otros lugares oscuros, activándose al llegar la noche, donde sale a deambular en busca de presas. Los huevos se desarrollan varios meses dentro del oviducto de la progenitora, hasta que eclosiona una multitud de diminutos escorpiones de color blanco, los que trepan sobre el dorso de su madre, donde se alimentarán del vitelo residual. Cuando alcanzan mayor tamaño se dispersan. La hembra también posee la facultad de reproducirse sin necesidad de que sus huevos sean fecundados por un macho (partenogénesis), facultad que aumenta notablemente la capacidad de establecerse en los nuevos hábitats a donde, accidentalmente, son transportados.